# Pescorocchiano
Pescorocchiano – miejscowość i gmina we Włoszech, w regionie Lacjum, w prowincji Rieti.
Według danych na rok 2004 gminę zamieszkiwało 2546 osób, 27,1 os./km².